# Soumya Bourouaha
Soumya Bourouaha, née le 16 mars 1964 à Ghazaouet (Algérie), est une femme politique française. Membre du Parti communiste français, elle est élue députée dans la quatrième circonscription de la Seine-Saint-Denis en juin 2022 et réélue en juillet 2024.

## Biographie

### Origines et profession
Soumya Bourouaha quitte l'Algérie avec ses parents à l'âge de quelques mois pour venir vivre en Seine-Saint-Denis.
Modéliste de profession, elle intègre l'éducation nationale où elle enseigne dans des sections d'enseignement général et professionnel adapté (SEGPA).

### Parcours politique
Elle a été adjointe au maire de La Courneuve pendant 12 ans, chargée de la culture.
Aux élections législatives de 2022, elle est candidate dans la quatrième circonscription de la Seine-Saint-Denis avec l’investiture de la NUPES. Marie-George Buffet, la députée sortante, est sa suppléante.
Elle obtient 36,13 % des suffrages au premier tour ; le candidat dissident ex PCF, Azzédine Taïbi, qui a obtenu 21,43 % des suffrages, retire sa candidature entre les deux tours. Elle est donc élue députée.
À l'Assemblée, elle siège dans le groupe de la Gauche démocrate et républicaine et  devient membre de la commission des affaires culturelles et de l'éducation.
Elle présente à nouveau sa candidature aux élections législatives anticipées de 2024 sous la bannière du Nouveau Front populaire. Arrivée en tête au premier tour avec 44,5 % des voix, elle est réélue le 7 juillet avec 69,98 % des voix face à Mohamed Awad (30,02 %), candidat dissident investi par LFI malgré l'attribution de cette circonscription au PCF dans le cadre de l'accord national entre les divers partis de gauche.
Sa suppléante est aussi sa prédécesseure Marie-George Buffet à ce scrutin.